# Torsten Zugehör
Torsten Zugehör (* 24 de março 1972 em Lutherstadt Wittenberg) é um político local alemão e presidente da Câmara Municipal de Lutherstadt Wittenberg.

## Vida
De 1992 a 1998, estudou direito na Universidade de Leipzig. 
Em 22 de fevereiro de 2015, foi eleito para suceder a Eckhard Naumann como Lord Mayor com 85,7% dos votos válidos, que tomou posse em 6 de julho de 2015. Em 24 de abril de 2022, foi confirmado no cargo por mais sete anos com 81,1% dos votos válidos.

## Créditos individuais
1. ↑  Resultado da eleição do Lord Mayor em 22 de fevereiro de 2015
2. ↑  Predefinição:Fonte internet